# دينيسي روزنتال
دينيسي روزنتال (بالإسبانية: Denise Rosenthal)‏ هي مغنية وعارضة وممثلة تشيلية، ولدت في 8 نوفمبر 1990 في سانتياغو في تشيلي.

## وصلات خارجية
- الموقع الرسمي
- دينيسي روزنتال على موقع IMDb (الإنجليزية)
- دينيسي روزنتال على موقع ميوزك برينز (الإنجليزية)
- دينيسي روزنتال على موقع ديسكوغز (الإنجليزية)
- دينيسي روزنتال على موقع قاعدة بيانات الفيلم (الإنجليزية)
- دينيسي روزنتال على موقع كينوبويسك (الروسية)